# Siegfried Anger
Otto Louis Siegfried Anger (* 17. Oktober 1837 in Dirschau, Westpreußen; † 19. November 1911 in Graudenz, Regierungsbezirk Marienwerder, Westpreußen) war ein deutscher Gymnasiallehrer. In Elbing und Graudenz war er Vorreiter der Archäologie.

## Leben
Siegfried Anger war Sohn des Pfarrers und Superintendenten Wilhelm Anger. Er besuchte die Stadtschule in Dirschau und das Städtische Gymnasium Danzig. An der Friedrichs-Universität Halle studierte er Evangelische Theologie. 1859 wurde er im Corps Teutonia Halle recipiert. Zum Sommersemester 1861 wechselte er an die Albertus-Universität Königsberg. Im Herbst 1863 legte er das (zweite) Examen pro ministerio ab. Im Dezember 1863 wurde er Vertreter eines erkrankten Lehrers an das Kgl. Gymnasium in Elbing. 1866 wurde er an der Universität Jena zum Dr. phil. promoviert. Nach dem Examen pro facultate docendi am 1. Januar 1866 wurde er als letzter Lehrer am Alten Elbinger Gymnasium angestellt. Er war Mitbegründer und von 1876 bis 1883 Präsident der Elbinger Altertumsgesellschaft. 1878 wurde er Kurator des Stadtmuseums in Elbing. In Elbing erhielt er Ende 1880 den Titel Oberlehrer und am 27. März 1882 die 4. Oberlehrerstelle. Er erlebte 1882 den Umzug des Gymnasiums aus dem altehrwürdigen Gebäude von 1599 in den Neubau. Ihm sind die wohl einzigen Berichte über dieses historische Ereignis zu verdanken. Nach 17 Jahren in Elbing wurde er 1883 Direktor des Gymnasiums in Graudenz. Im Herbst 1904 wurde er pensioniert und erhielt den Charakter eines Geheimen Regierungsrats.
Er initiierte 1883 die Gründung der Graudenzer Altertumsgesellschaft 1884 die des dortigen Stadtmuseums. In der Wissenschaft wurde er durch die archäologische Erforschung des Friedhofs aus der Zeit des römischen Einflusses in Neustädterfeld (heute ein Stadtteil von Elbing) bekannt. Während seiner Tätigkeit in Graudenz betrieb er Ausgrabungen im Gräberfeld in Rondsen bei Graudenz. Als Erster suchte er in der Nähe von Elbing nach dem legendären Truso. Die Ergebnisse seiner Forschungen veröffentlichte er in den Berichten der Berliner Gesellschaft für Anthropologie, Ethnologie und Urgeschichte und der dort herausgegebenen Zeitschrift für Ethnologie sowie in den Berichten der Anthropologischen Sektion der Naturforschenden Gesellschaft in Danzig. 1880 wurde er in den Vorstand des Westpreußischen Geschichtsvereins gewählt. 
In Graudenz schrieb er auch Dramen, die in Provinztheatern aufgeführt wurden.
Er hatte einen Sohn Wolfgang Anger (* 1888 in Graudenz), der in Tübingen, Berlin und Jena Philosophie studierte und 1909 an der Universität Jena promoviert wurde.

## Veröffentlichungen (Auswahl)
- Hilfsbuch für den Religionsunterricht in höheren Lehranstalten. Elbing 1869; 5. Auflage 1898
- Über die Lage von Truso und über die Möglichkeit, dieselbe wieder aufzufinden. Vortrag. In: Altpreußische Monatsschrift, Jg. 14 (1877), S. 613–622.
- Trusofrage. Entgegnung. In: Altpreußische Monatsschrift, Jg. 15 (1878), S. 693–694.
- Zur Trusofrage. Vortrag in der Elbinger Alterthumsgesellschaft am 14. November 1878. In: Altpreußische Monatsschrift, Jg. 16 (1879), S. 126–140.
- Das gemischte Gräberfeld auf dem Neustädter Felde bei Elbing. In: Zeitschrift für Ethnologie, Jg. 12 (1880), Heft 1, S. 106–125 (Google Books), und Heft 2, S. 379–391 (Google Books).
- Das Gräberfeld zu Rondsen im Kreise Graudenz (= Abhandlungen zur Landeskunde der Provinz Westpreussen 1). Graudenz 1890 (Digitalisat).

Dramen
- Iphigenie in Delphi. Ein Schauspiel in drei Akten. Röthe, Graudenz 1898.
- Nausikaa. Ein Trauerspiel in fünf Akten. J. Graveur, Neisse 1900.
- Iphigenie in Mycene. Ein Nachspiel zur „Iphigenie in Delphi“ in 1 Akte. J. Graveur, Neisse 1901.

Schulprogramme
- Zur Versuchungsgeschichte Christi. Matth. 4, 1–11. Marc. 1. 12. 13. Luc. 44, 1–13. Elbing 1873. 39 S.[5]
- Schluß des alten und Eröffnung des neuen Gymnasiums in Elbing. Elbing 1883. 28 S.[5]
- Rückblick auf die ersten 25 Jahre des Bestehens der Anstalt. Graudenz 1891. S. 16–24.[6]
- Bericht über die Feier des 25-jährigen Jubiläums der Anstalt. Graudenz 1892. S. 9–13.[6]
- Iphigenie in Delphi. Ein Schauspiel in drei Akten. Graudenz 1898. 48 S.[6]
- Lehrpläne für den einzelnen Unterricht. Graudenz 1902. S. 5–23.[6]